# Fórmula 3 Euroseries

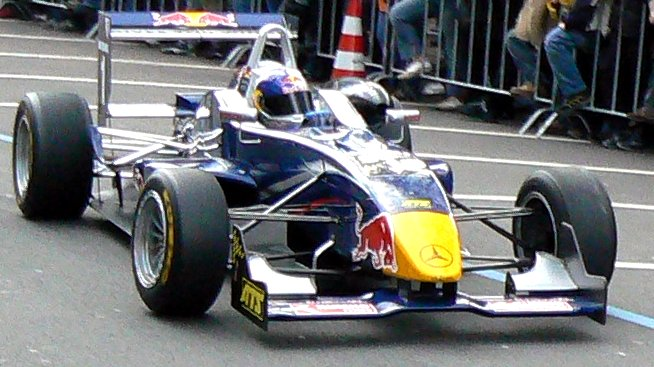
Sebastian Vettel conduciendo un Dallara en la temporada 2006 de la Fórmula 3 Euroseries.

La Fórmula 3 Euroseries o F3 Euroseries fue una competición de Fórmula 3 disputada en Europa entre los años 2003 y 2012.
Es heredera del Campeonato Europeo de Fórmula 3, que se disputó entre los años 1975 y 1984 bajo la tutela de la Federación Internacional del Automóvil. Otro antecedente es la Copa Europea de Fórmula 3, que era una carrera anual disputada entre 1985 y 1990 en diversos circuitos, y desde 1999 hasta 2002 en el circuito callejero de Pau.
La F3 Euroseries surgió de la fusión del Campeonato de Francia de Fórmula 3 y el Campeonato de Alemania de Fórmula 3, tras un acuerdo entre la Fédération Française du Sport Automobile (FFSA) y la Deutscher Motor Sport Bund (DMSB). Además de esos dos países, el campeonato se ha disputado en otros países de Europa: Bélgica, España, Italia, Países Bajos, Reino Unido, Austria, Mónaco, Portugal y la República Checa. En 2013, la Fórmula 3 Euroseries fue absorbida por el Campeonato Europeo de Fórmula 3.
Muchos pilotos de la F3 Euroseries lograron subir hasta la GP2 Series, el Deutsche Tourenwagen Masters o incluso la Fórmula 1. Entre ellos se encuentran Lewis Hamilton, campeón en 2005, Robert Kubica, séptimo en 2004, Kazuki Nakajima, séptimo en 2006, Nico Rosberg, cuarto en 2004, Adrian Sutil y Sebastian Vettel, subcampeones en 2005 y 2006, respectivamente.

## Formato de disputa
Cada fecha de la F3 Euroseries se compone de dos carreras, de 110 y 80 km de recorrido y disputadas en los días sábado y domingo respectivamente. Hasta la temporada 2005 había una tanda de clasificación para cada carrera. Desde la temporada 2006, la parrilla de salida de la primera carrera se forma a partir de los resultados de la única tanda de clasificación, y la de la segunda carrera a partir de los resultados de la primera carrera, con los primeros ocho puestos invertidos.
El sistema de puntuación para cada carrera era inicialmente idéntico al de la Fórmula 1: 10-8-6-5-4-3-2-1. Desde la temporada 2006, el sistema de puntuación para la segunda carrera pasó a ser 6-5-4-3-2-1. Al piloto que logra la pole position se le otorga un punto adicional.
Para el 2011 la normativa cambia, se disputarán 3 carreras por cita y los puntos a repartir serán 25-18-15-12-10-8-6-4-2-1 en la primera y tercera carrera y 10-8-6-5-4-3-2-1 en la segunda.

## Circuitos
Aproximadamente la mitad de las fechas disputadas por la F3 Euroseries hasta 2009 se celebraron en Alemania. Todas las temporadas se han compuesto de diez fechas, y han comenzado y terminado en Hockenheimring. La única excepción fue en 2003, cuando ese circuito se usó en la primera y la penúltima fecha. Ningún otro circuito se usó dos veces en un mismo año.
Tres de los circuitos usados son callejeros: Mónaco, Norisring y Pau; los tres coincidieron en la temporada 2005. Todas las fechas de la categoría se han celebrado como acompañamiento del Deutsche Tourenwagen Masters, con la excepción de las carreras en Pau, Magny-Cours, Mónaco y Nogaro, así como la de Le Mans en 2003.
| Circuito       | 2003 | 2004 | 2005 | 2006 | 2007 | 2008 | 2009 | 2010 | 2011 | 2012 | Total |
| -------------- | ---- | ---- | ---- | ---- | ---- | ---- | ---- | ---- | ---- | ---- | ----- |
| Hockenheimring |      |      |      |      |      |      |      |      |      |      | 10    |
| Norisring      |      |      |      |      |      |      |      |      |      |      | 10    |
| Nürburgring    |      |      |      |      |      |      |      |      |      |      | 10    |
| Zandvoort      |      |      |      |      |      |      |      |      |      |      | 10    |
| Brands Hatch   |      |      |      |      |      |      |      |      |      |      | 6     |
| Montmeló       |      |      |      |      |      |      |      |      |      |      | 4     |
| Pau            |      |      |      |      |      |      |      |      |      |      | 4     |
| Cheste         |      |      |      |      |      |      |      |      |      |      | 3     |
| Red Bull Ring  |      |      |      |      |      |      |      |      |      |      | 3     |
| Oschersleben   |      |      |      |      |      |      |      |      |      |      | 3     |
| Lausitzring    |      |      |      |      |      |      |      |      |      |      | 3     |
| Le Mans        |      |      |      |      |      |      |      |      |      |      | 3     |
| Magny-Cours    |      |      |      |      |      |      |      |      |      |      | 3     |
| Paul Ricard    |      |      |      |      |      |      |      |      |      |      | 2     |
| Mugello        |      |      |      |      |      |      |      |      |      |      | 2     |
| Adria          |      |      |      |      |      |      |      |      |      |      | 2     |
| Silverstone    |      |      |      |      |      |      |      |      |      |      | 1     |
| Dijon-Prenois  |      |      |      |      |      |      |      |      |      |      | 1     |
| Nogaro         |      |      |      |      |      |      |      |      |      |      | 1     |
| Mónaco         |      |      |      |      |      |      |      |      |      |      | 1     |
| Spa-Franc.     |      |      |      |      |      |      |      |      |      |      | 1     |
| Brno           |      |      |      |      |      |      |      |      |      |      | 1     |
| Estoril        |      |      |      |      |      |      |      |      |      |      | 1     |

| - Adria (2003-2004) - Brands Hatch (2006-2010, 2012) - Brno (2004) - Cheste (2010-2012) - Dijon-Prenois (2009) - Estoril (2004) - Hockenheimring (2003-2012) | - Lausitzring (2005-2006, 2009) - Le Mans (2003, 2006, 2008) - Magny-Cours (2003-2004, 2007) - Mónaco (2005) - Montmeló (2006-2009) - Mugello (2007-2008) - Nogaro (2007) - Norisring (2003-2012) | - Nürburgring (2003-2012) - Oschersleben (2005-2006, 2010) - Pau (2003-2005, 2008) - Paul Ricard (2010-2012) - Red Bull Ring (2003, 2011-2012) - Silverstone (2011) - Spa-Francorchamps (2005) - Zandvoort (2003-2012) |

## Campeones
| Año  | Piloto campeón    | Escudería       | Motor        | Puntos | Vic. | Escudería campeona | Novato campeón         | País campeón |
| ---- | ----------------- | --------------- | ------------ | ------ | ---- | ------------------ | ---------------------- | ------------ |
| 2003 | Ryan Briscoe      | Prema Powerteam | Spiess-Opel  | 110    | 8    | No se disputó      | Christian Klien        | Francia      |
| 2004 | Jamie Green       | ASM Formule 3   | HWA-Mercedes | 139    | 7    | No se disputó      | Franck Perera          | Francia      |
| 2005 | Lewis Hamilton    | ASM Formule 3   | HWA-Mercedes | 172    | 15   | ASM Formule 3      | Sebastian Vettel       | Reino Unido  |
| 2006 | Paul di Resta     | ASM Formule 3   | Mercedes     | 86     | 5    | ASM Formule 3      | Kamui Kobayashi        | Japón        |
| 2007 | Romain Grosjean   | ASM Formule 3   | Mercedes     | 106    | 6    | ASM Formule 3      | Edoardo Mortara        | Francia      |
| 2008 | Nico Hülkenberg   | ART Grand Prix  | Mercedes     | 85     | 7    | ART Grand Prix     | Erik Janiš             | Francia      |
| 2009 | Jules Bianchi     | ART Grand Prix  | Mercedes     | 114    | 9    | ART Grand Prix     | Valtteri Bottas        | Francia      |
| 2010 | Edoardo Mortara   | Signature       | Volkswagen   | 101    | 7    | Signature          | António Félix da Costa | Italia       |
| 2011 | Roberto Merhi     | Prema Powerteam | Mercedes     | 406    | 11   | Prema Powerteam    | Nigel Melker           | España       |
| 2012 | Daniel Juncadella | Prema Powerteam | Mercedes     | 240    | 5    | Prema Powerteam    | Pascal Wehrlein        | Alemania     |